# Götzelsdorf
Götzelsdorf ist ein Ort bei Linz im Mühlviertel in Oberösterreich wie auch Ortschaft der Gemeinde Steyregg im Bezirk Urfahr-Umgebung.
Der Ort befindet sich östlich von Steyregg auf einem nach Osten exponierten Hang und ist von der Donau Straße über Nebenstraßen zu erreichen.